# Sosnowiec (województwo wielkopolskie)
Sosnowiec – wieś w Polsce położona w województwie wielkopolskim, w powiecie śremskim, w gminie Śrem.
W latach 1975–1998 miejscowość położona była w województwie poznańskim.
Położona przy drodze powiatowej nr 4074 przez Łęg i Olszę. Komunikację ze wsi do Śremu zapewnia komunikacja gminna (linie 3 i 4).

## Demografia
Liczba mieszkańców miejscowości w poszczególnych latach:
| Rok  | Ilość mieszkańców |
| ---- | ----------------- |
| 1998 | 107               |
| 2002 | 116               |
| 2009 | 116               |
| 2011 | 115               |
| 2021 | 183               |